# Proyecto Aversión
El Proyecto Aversión (en inglés: Aversion Project) fue un programa de tortura médica en Sudáfrica dirigido por el Dr. Aubrey Levin durante el apartheid. El proyecto identificó a los soldados homosexuales como reclutas que usaban drogas en las Fuerzas de Defensa de Sudáfrica (SADF). Las víctimas fueron obligadas a someterse a "curar" su homosexualidad porque la SADF consideraba que la homosexualidad era subversiva y los que eran homosexuales estaban sujetos a castigo. En 1995, la Asociación Médica de Sudáfrica emitió una disculpa pública por las malas acciones del pasado.[cita requerida]

## Historia
Durante la Era del Apartheid en Sudáfrica, existía una política dual sobre la homosexualidad en el ejército sudafricano. Esta política dual constaba de dos componentes principales que prohibían que los miembros permanentes de la fuerza fueran homosexuales, mientras que permitían la homosexualidad entre los reclutas. La política dual se adoptó porque los funcionarios creían que prohibir por completo la homosexualidad en las fuerzas armadas le daría a un grupo específico de personas (hombres jóvenes sudafricanos blancos) una forma conveniente de evitar servir en las fuerzas armadas.[ cita requerida ]Así, se adoptó y se hizo cumplir la política dual; sin embargo, con la tolerancia de la homosexualidad llegó la 'terapia' forzada, como la terapia de choque compulsivo, la castración y otras formas de 'terapia' que, según se decía, violaban significativamente los derechos humanos básicos.
Entre 1971 y 1989, las víctimas fueron sometidas a castración química y terapias electroconvulsivas para curarlas de su homosexualidad. Esta tendencia fue fuertemente apoyada por los psiquiatras con la idea de que los homosexuales eran enfermos mentales, lo cual se estableció en el "Manual de Diagnóstico y Estadística de Trastornos Mentales" de las Asociaciones Estadounidenses de Psiquiatría. Los reclutas con esta proclamada 'enfermedad mental' fueron tratados significativamente diferente que otros miembros de las fuerzas armadas. No se les otorgaron puestos de liderazgo militar y no se les confió información confidencial. Durante el curso de la terapia de choque, los electrodos de tratamiento se ataron a la parte superior del brazo con cables, luego se corrieron a través de un dial calibrado de 1 a 10, variando la corriente. A los soldados homosexuales se les mostraban fotografías en blanco y negro de un hombre desnudo y se les animaba a fantasear, momento en el que la persona a cargo administraba una descarga eléctrica si los soldados mostraban algún tipo de respuesta sexual y el voltaje aumentaba a lo largo del tratamiento si los soldados continuó exhibiendo respuestas sexuales. Luego se le mostraba al paciente una imagen en color de una mujer, que se suponía estimulaba la excitación. Sin embargo, la mayoría de las veces, esto falló.
Como resultado de estos fracasos, también hay evidencia de que se llevaron a cabo cirugías de reasignación de sexo en las personas que no pudieron ser 'curadas'. Debido a que no hay evidencia científica que demuestre que estos procedimientos tienen la capacidad de alterar la sexualidad, estas "terapias" alcanzaron su apogeo durante la década de 1970, cuando la terapia para soldados homosexuales ya no estaba respaldada por el campo de la salud mental. En consecuencia, la definición de homosexuales como enfermos mentales se eliminó del manual de la Asociación Estadounidense de Psiquiatría en 1973, y el tratamiento quedó atrás.

## Investigación
Un equipo de investigadores académicos y activistas se reunió para obtener más información sobre el trato al personal militar homosexual durante la era del apartheid. Este fue un proyecto de investigación basado en una metodología cualitativa que ayudó a examinar más a fondo por qué la homosexualidad se consideraba un comportamiento inusual en ese momento. Se entrevistó a varias personas homosexuales, que fueron objeto de la terapia de conversión, junto con sus familias y amigos para obtener experiencias profundas y de primera mano de las personas directamente afectadas.
Antes de continuar con el proyecto, los investigadores tenían que ser aprobados por un comité de investigación. Sin embargo, el comité de investigación tuvo un problema con los investigadores que usaban la palabra abuso como una forma de describir lo que le sucedió al personal militar homosexual. El comité de investigación creía que considerar que la 'terapia' de conversión era un abuso era solo una suposición, no estaba respaldada por evidencia fáctica.
Por lo tanto, el término abuso, cuando se usó en el proyecto de investigación, tuvo que ser respaldado con evidencia fáctica. Además, los investigadores consideraron las acciones de los psicólogos al iniciar esta terapia de choque de conversión como una violación de los derechos humanos. El comité de ética de la investigación, por otro lado, no estuvo de acuerdo. Esto generó preocupaciones sobre el proyecto de investigación porque el comité no quería que se tratara de una investigación sobre las prácticas de los funcionarios médicos involucrados en las fuerzas armadas. Además, el comité cuestionó los métodos de muestreo de los investigadores. Debido a que los investigadores aceptarían voluntarios, descubrieron que el método de muestreo utilizado no sería representativo de la experiencia en su conjunto.

## Papel de Aubrey Levin
Aubrey Levin fue el líder principal del proyecto contra el personal militar homosexual. Argumentó que el mismo tipo de procedimientos podría curar a otros grupos. Estos incluían drogadictos y perturbados (aquellos que no querían servir en el ejército del apartheid). Comenzó el proyecto y dirigió la Sala 22 en el Hospital Militar 1, en Voortrekkerhoogte, que es donde se trató a la mayoría de los pacientes. Fue uno de los otros 24 médicos a los que la Comisión de la Verdad y la Reconciliación (Sudáfrica) advirtió que lo que estaban haciendo era una violación de los derechos humanos y corrían el riesgo de ser etiquetados como perpetradores de abusos contra los derechos humanos. Levin afirmó que todos los pacientes eran voluntarios. Desde entonces, Levin ha sido acusado de muchos más casos de mala práctica médica, dirigidos a muchos otros hombres (no solo a aquellos que se identificaron como homosexuales). Fue condenado a cinco años de prisión el 23 de abril de 2014.

## Post-proyecto
Después de que la terapia de conversión fallara notablemente, el personal ideó una alternativa. Como resultado, cada vez que los tratamientos no funcionaban, sometían a los pacientes a una operación de cambio de sexo forzada. Esto incluyó someterse a una cirugía y recibir una nueva identidad. Luego, los pacientes serían dados de baja del ejército y se les recomendaría que se aislaran de familiares y amigos. Hasta 900 homosexuales, en su mayoría jóvenes de 16 a 24 años que habían sido reclutados, se sometieron a procedimientos quirúrgicos para alterar sus genitales y les dieron certificados de nacimiento que se ajustaban a su anatomía modificada. Esta cirugía se realizó en hospitales militares y una alta tasa [ vaga ]de los pacientes fallecieron durante la cirugía. Además, las reasignaciones a menudo eran incompletas, lo que dejaba a los pacientes con procedimientos a medio terminar. Después de ser dada de alta, no hubo citas de seguimiento para terminar las cirugías o verificar su progreso mental y físico. Para mantenerse al día con su reasignación de género, los pacientes necesitaban un costoso suministro de hormonas, pero por lo general carecían de los medios para pagar estas hormonas para mantener sus nuevas identidades. Al pasar de un sexo a otro, hay un largo proceso que acompaña al éxito; los individuos deben estar preparados tanto mental como físicamente para los cambios drásticos que van a tener lugar. Sin esta preparación, los pacientes también se enfrentaron a la depresión, lo que llevó a muchos de ellos a suicidarse.